# Крияново
Крияново — деревня в составе Темпового сельского поселения Талдомского района Московской области. Население — 25 чел. (2010). Прошлые названия — Окреяново, Акреяново.

Расположена на западной границе Талдомского района, на правом берегу Дубны, рядом с падением в неё реки Сестры. Около находятся деревни Арефьево, Новотроица, Платунино. За рекой Дубна, на левом её берегу до впадения Сестры располагается деревня Устье-Стрелка, после впадения — город Дубна.
До Талдома ведёт сначала просёлочная дорога, которая потом выходит на трассу Р112. Общественный транспорт через деревню не ходит, остановка автобуса есть в деревне Зятьково, расположенной в пяти километрах, расстояние до райцентра по дороге — 20 километров.
Из истории Талдомского района известно:
Вознесенского девичья монастыря, что на Москве в Кремле городе в вотчине:
пустошь что была деревня Окреяново на реке на Дубне, пашни перелогом и лесом поросло 10 четвертей в поле, а в дву по тому ж, сена 12 копен…
«Кашинская писцовая книга 1628—1629 гг.»
В 1781 году казенная деревня Акреяново состояла из 4 дворов, жителей 16 человек, в 1851 году — 9 дворов — 67 жителей, в 1862 году — 9 дворов, проживало 40 мужских и 49 женских душ.
До муниципальной реформы 2006 года входила в Юдинский сельский округ.

## Население
| 1859 | 1888 | 1926 | 2002 | 2006 | 2010 |
| ---- | ---- | ---- | ---- | ---- | ---- |
| 89   | ↗108 | ↗143 | ↘0   | ↗1   | ↗25  |